# 林肯種植園 (緬因州)
林肯種植園（英語：Lincoln Plantation）是位於美國緬因州牛津縣的一個種植園。

## 人口
根據2020年美國人口普查的數據，林肯種植園的面積為95.40平方千米，當中陸地面積為84.10平方千米，而水域面積為11.30平方千米。當地共有人口41人，而人口密度為每平方千米0人。